# Scala Regia (Vatikan)
Scala Regia (Kraljevo stopnišče) je stopnišče v Vatikanu in je del uradnega vhoda v Vatikansko palačo. Oblikoval ga je Gian Lorenzo Bernini.

## Lega in zgodovina
Stopnišče je za Portone di bronzo (italijansko za bronasta vrata) v kolonadah Giana Lorenza Berninija in povezuje baziliko svetega Petra, sobe in Sikstinsko kapelo, do katere je mogoče priti prek nekdanje prestolne sobe papeža, Sala Regia. Zgradil ga je v 16. stoletju Antonio da Sangallo mlajši, Bernini pa ga je od leta 1663 do 1666 znatno obnovil. S svojo impozantno in slovesno zasnovo bi moralo stopnišče obiskovalca pripraviti na nekaj velikega (na primer na avdienco pri papežu). Scala Regia ni odprta za javnost, vendar je vsaj prvi, spodnji del stopnic viden v ozadju s trga svetega Petra skozi odprta bronasta vrata, ki jih varuje švicarska straža.

## Postavitev
Berninijeva naloga je bila preoblikovati nereprezentativno stopnišče Sangalla. Rušenje in nova stavba nista prišla v poštev, saj je stopnišče med baziliko svetega Petra in apostolsko palačo, s čimer bi se poškodovalo častitljivo strukturno tkivo Sala Regia in Cappella Paolina. Obstajala je le možnost učinkovite pretvorbe. Po Berninijevih besedah je bila to »najbolj drzna operacija v njegovem življenju«.
Da bi odpravil prevladujoče težave, kot so podolgovat videz, razmeroma ozka širina in nepravilno zoženje hodnika, je Bernini uporabil arhitekturna sredstva, ki zahtevajo natančno poznavanje človekovih navad gledanja. Razdalja med vstavljenimi stebri in steno se pri prenovi zmanjšuje proti zadnjemu delu in je tudi večja na levi kot na desni. Nepravilno zoženje hodnika je manj izrazito. Poleg tega se vmesni stebri in širine stebrov povečujejo proti zadnjemu delu, zaradi česar je hodnik videti bolj stisnjen in s tem širši in bolj razkošen. To je priljubljena tehnika iz baročne arhitekture, ki navduši obiskovalca. Isti trompe l'oeil je uporabil na primer Francesco Borromini v Palazzo Spada, da bi kip, ki stoji blizu gledalca, izgledal bolj monumentalno. Poleg optične harmonizacije skozi postavljene stebre s kvadratnimi podstavki, izbočenimi bazami in gladkimi gredmi je Bernini omogočil tudi, da se oboki kasetiranega svoda dvigajo proti zadnjemu delu. Zaradi dodatne obloge s štukaturnimi okraski in belim marmorjem ter okrepljenega naravnega vnosa svetlobe z vzhoda se stopnišče zdi svetlejše, širše in zato impresivnejše, kot je v resnici.
Ob vznožju stopnic je konjeniški kip Konstantina Velikega, ki ga je izklesal Bernini (1663–1670). Jahač sedi na dvigajočem se konju in pogleda navzgor v Kristusov monogram z napisom IN HOC SIGNO VINCES (V tem znamenju boste zmagali). Legendarni prizor pred bitko pri Milvijskem mostu proti Konstantinovemu socesarju Maksenciju simbolizira prelomnico v spopadu med religijami, ki je pripeljal do vzpostavitve krščanstva kot državne vere pod Teodozijem I.